# Sint-Nicolaaskerk (Wismar)
De Sint-Nicolaaskerk (Duits: St. Nikolai) in Wismar geldt als een hoogtepunt van de Noord-Europese gotiek. Het kerkgebouw werd van 1381 tot 1487 als kerk van de zeelieden en vissers gebouwd en gewijd aan de heilige Nicolaas. Sinds 2002 is de kerk als deel van de historische binnenstad van Wismar op de lijst van het UNESCO-werelderfgoed geplaatst. Het kerkgebouw is eigendom van de stad en wordt gebruikt door de evangelisch-lutherse kerkgemeente.

## Beschrijving
De kerk betreft een drieschepige basiliek met een kooromgang en een kapellenkrans en werd in de stijl van de noord-duitse baksteengotiek gebouwd. Zowel aan het noordelijke als het zuidelijke zijschip werden transeptachtige voorhallen gebouwd, die niet rechtstreeks met het hoofdschip van de kerk verbonden zijn en ook niet dezelfde hoogte hebben.
De oorspronkelijke toren had een hoogte van 120 meter. Bij een storm op 8 december 1703 stortte de spits van de toren in. Delen van de neerkomende spits sloegen op het dak van het hoofdschip in en veroorzaakten schade aan de inrichting. Pas in 1867 was de kerk weer hersteld.
Tijdens de Tweede Wereldoorlog liep de kerk verhoudingsgewijs geringe schade op, die in de jaren 1946-1948 werd verholpen. Het dak van de kerk werd in de jaren 1962-1963 vernieuwd.
Samen met de Sint-Joriskerk (St. Georgen) en de Mariakerk (Marienkirche) neemt de Nicolaaskerk een belangrijke plaats in van het silhouet van Wismar.

### Hoofdschip
Met een gewelfhoogte van 37 meter heeft de Nicolaaskerk het op drie na hoogste kerkschip van Duitsland en het op een na hoogste kerkschip in de stijl van de baksteengotiek (de Mariakerk van Lübeck is slechts 1,5 meter hoger).
De nadruk op de verticale lijnen met smalle, hoge arcades en kortere vensters in de lichtbeuk verlenen het interieur een bijzondere hoogtewerking. Ook de geringe breedte van het hoofdschip van slechts 10,50 meter draagt daar aan bij.

### Luchtbogen
Anders dan bij andere grote sacrale bouwwerken uit de laatgotische periode in Noord-Duitsland zijn de steunberen nadrukkelijk aanwezig. Er zijn 16 luchtbogen, die het hoge middenschip de vereiste stabiliteit geven maar ook een decoratieve functie hebben.

### Zuidelijke voorhal
Het bovendeel van de gevel van de zuidelijk voorhal heeft een voor de baksteengotiek uitzonderlijk rijke versiering. Decoratieve rijen friezen zijn in de bakstenen gevoegd met in de top een rozet. De enige figuren stellen de Moeder Gods, de heilige Nicolaas, draken, leeuwen en hoofden van mensen voor.

## Interieur
Het interieur van de Nicolaaskerk vertegenwoordigt verschillende stijlperioden. De architectuur van de ruimte is gotisch, het kerkmeubilair is echter voornamelijk barok. Vermeldenswaard zijn de laatgotische muurschilderingen. Veel kerkmeubilair komt oorspronkelijk uit voormalige of verwoeste kerken van Wismar. Het retabel in de zuidelijke voorhal en het triomfkruis van 1430 zijn afkomstig uit de Sint-Joriskerk. Het retabel was met een breedte van 10 meter bij geopende deuren het grootste in zijn soort van het hele Oostzeegebied. Ook in de noordelijke hal bevinden zich voorwerpen uit de Sint-Joriskerk en de Mariakerk. Het gotische gestoelte in de kooromgang komt eveneens uit de Sint-Joris.
Van april tot oktober zijn er rondleidingen over de gewelven van de kerk.

### Altaar
Het hoofdaltaar werd in 1774 gebouwd en is een uitmuntend voorbeeld van de late barok. De sokkel van de altaaropzet stelt het Laatste Avondmaal voor. Aan de top van het altaar bevindt zich een beeld van de triomferende Christus.

### Het orgel
Het orgel werd pas in 1985 ingebouwd en stond oorspronkelijk in de Nicolaaskerk van Freiberg, waar het tussen 1842 en 1845 was gebouwd. Het rijk versierde instrument werd door Johann Gottlob Mende gemaakt en bezit 28 registers verdeeld over twee manualen.

### Klokken
Tijdens de orkaan van 1703 gingen ook de toenmalige klokken verloren. In Lübeck werden destijds twee nieuwe klokken gegoten. De grote klok uit 1732 pretendeert van alle grote barokke klokken tussen Hamburg en Stralsund de mooiste klank te hebben. Drie andere klokken werden tijdens de Tweede Wereldoorlog omgesmolten, daaronder ook de op een na grootste klok van de kerk uit het jaar 1705. Ter vervanging van deze klok werd in 1963 in Apolda een nieuwe, iets kleinere klok gegoten, voor welk doel twee andere klokken uit o.a. de Joriskerk werden omgesmolten.
| Nr. | Naam          | Gietjaar | Gieter, gietplaats        | Gewicht (kg) | Doorsnee (mm) | Slagtoon (HT)-1/16) |
| 1   | Große Glocke  | 1732     | Lorenz Strahlborn, Lübeck | 5560         | 1984          | as0 +4,5            |
| 2   | Wächterglocke | 1727     | Lorenz Strahlborn, Lübeck | 1450         | 1370          | es1 –5              |
| 3   | Bürgerglocke  | 1963     | Glockengieterij, Apolda   | 1080         |               | ges1 +3             |

## Afmetingen
- Torenhoogte: 64 meter (vroeger 120 meter)
- Totale lengte: 85 meter
- Grootste breedte: 85 meter
- Middenschip: 37 meter bij 10,5 meter
- Zijschepen: 18,5 meter bij 5,5 meter
- Muurdikte van de toren: 4,5 meter
- Muurdikte kapellen: 1,2 meter
- Omvang middenschippijlers: 8 meter
- Gebruikte stenen: circa 3 miljoen.

## Afbeeldingen

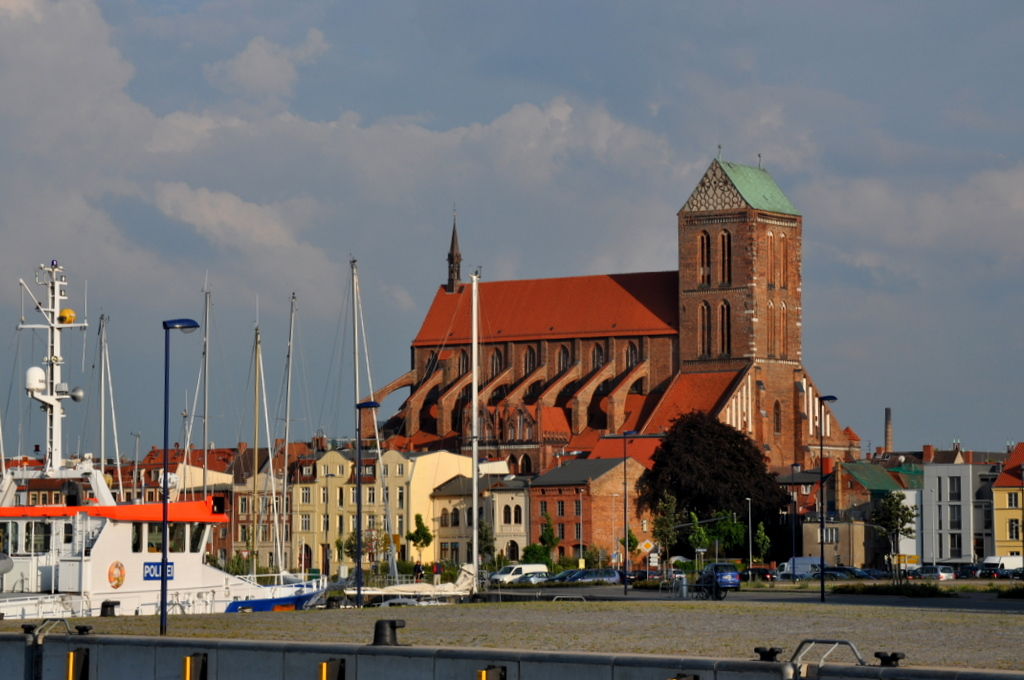
Panorama vanuit de haven
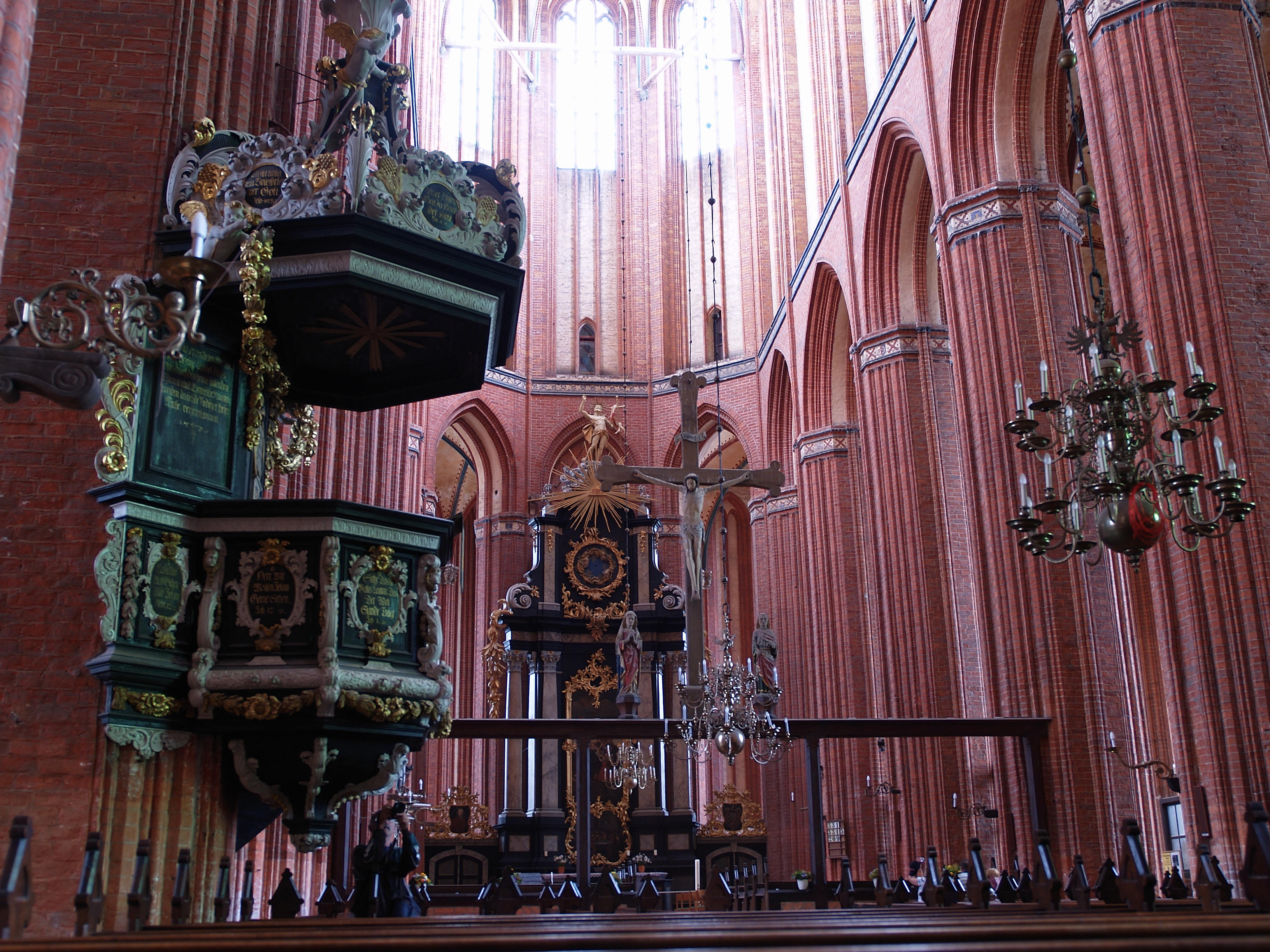
Preekstoel en koor
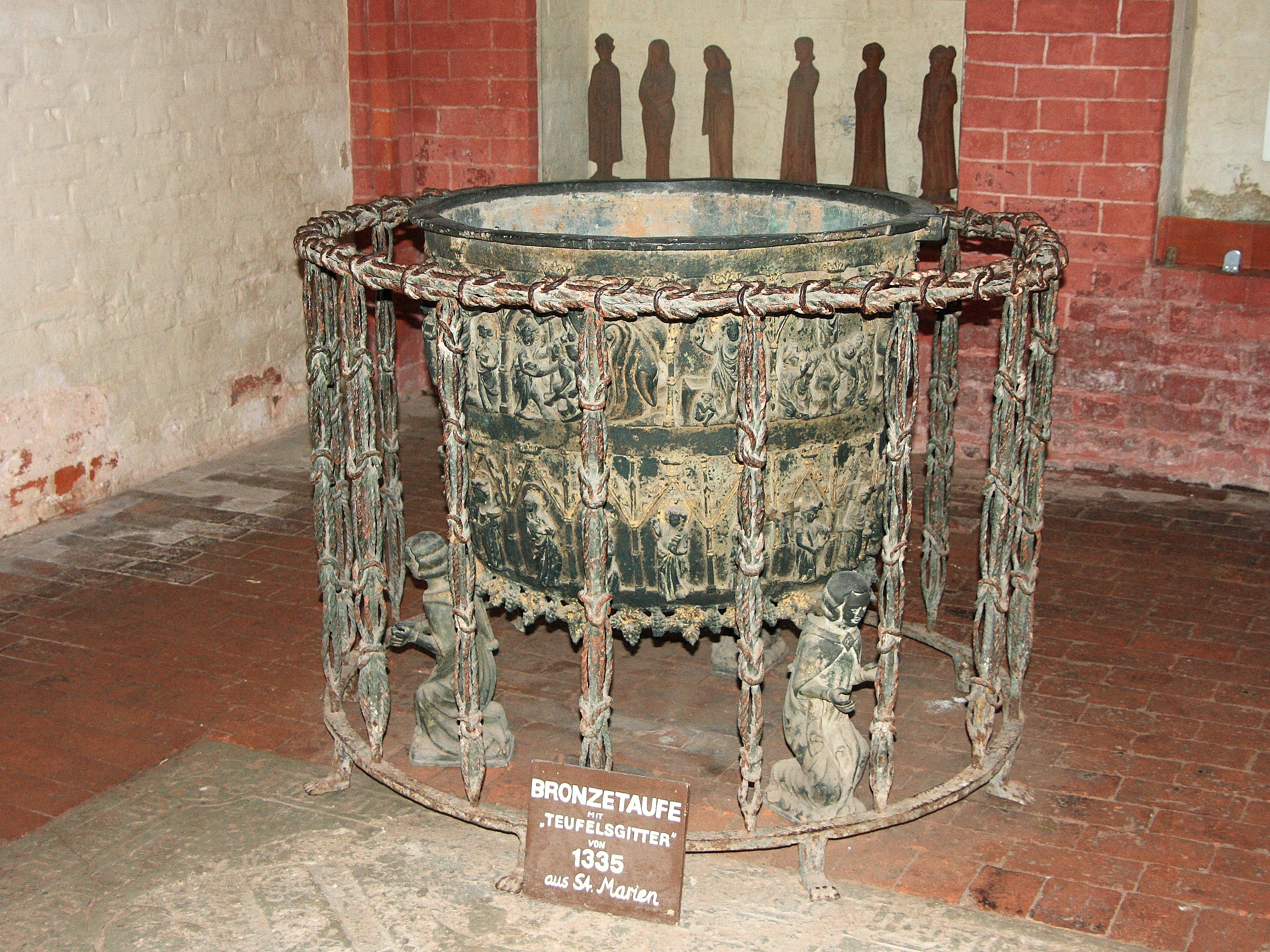
Bronzen doopvont
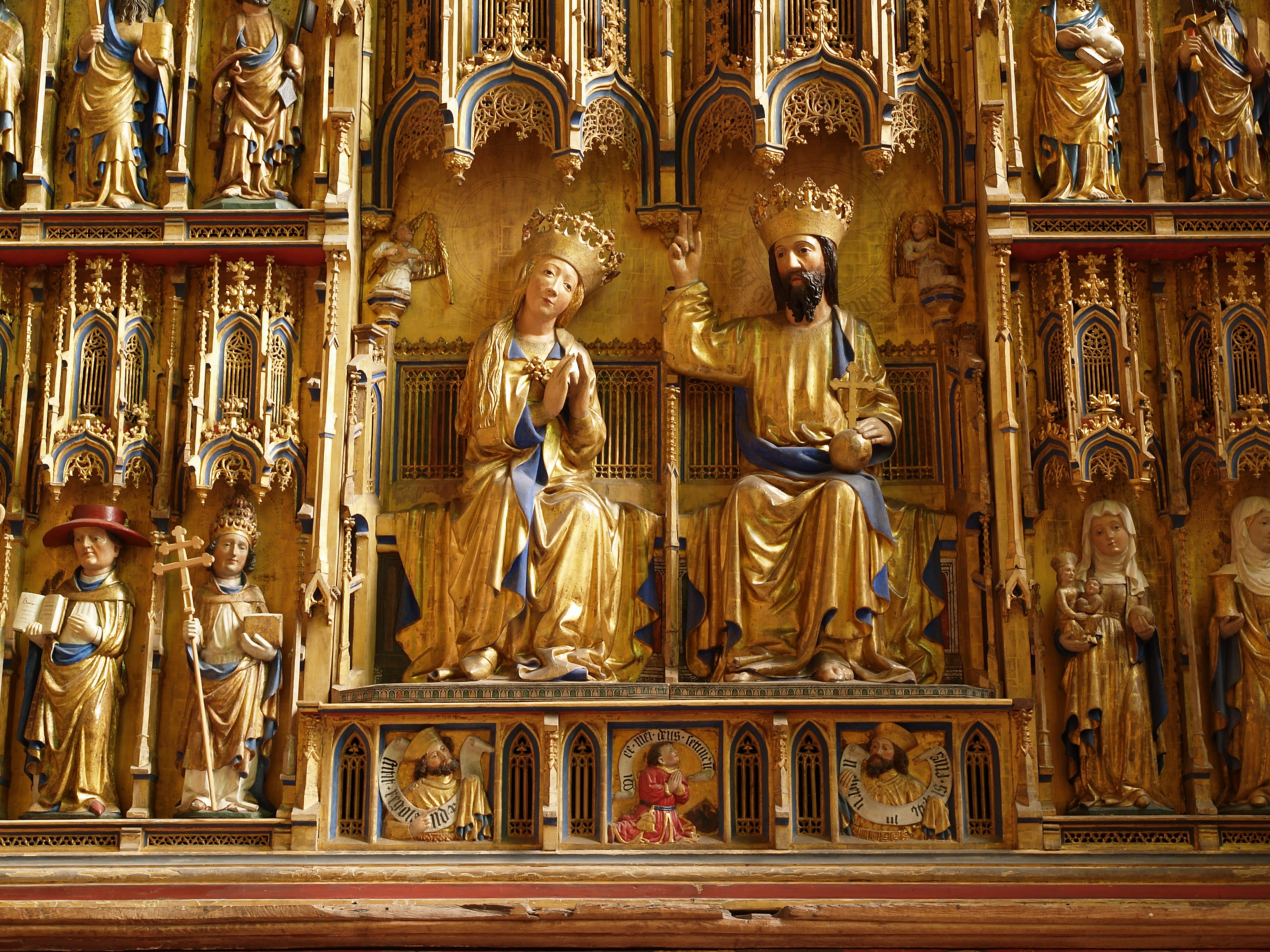
Detail altaar uit de Sint-Joriskerk

Koor
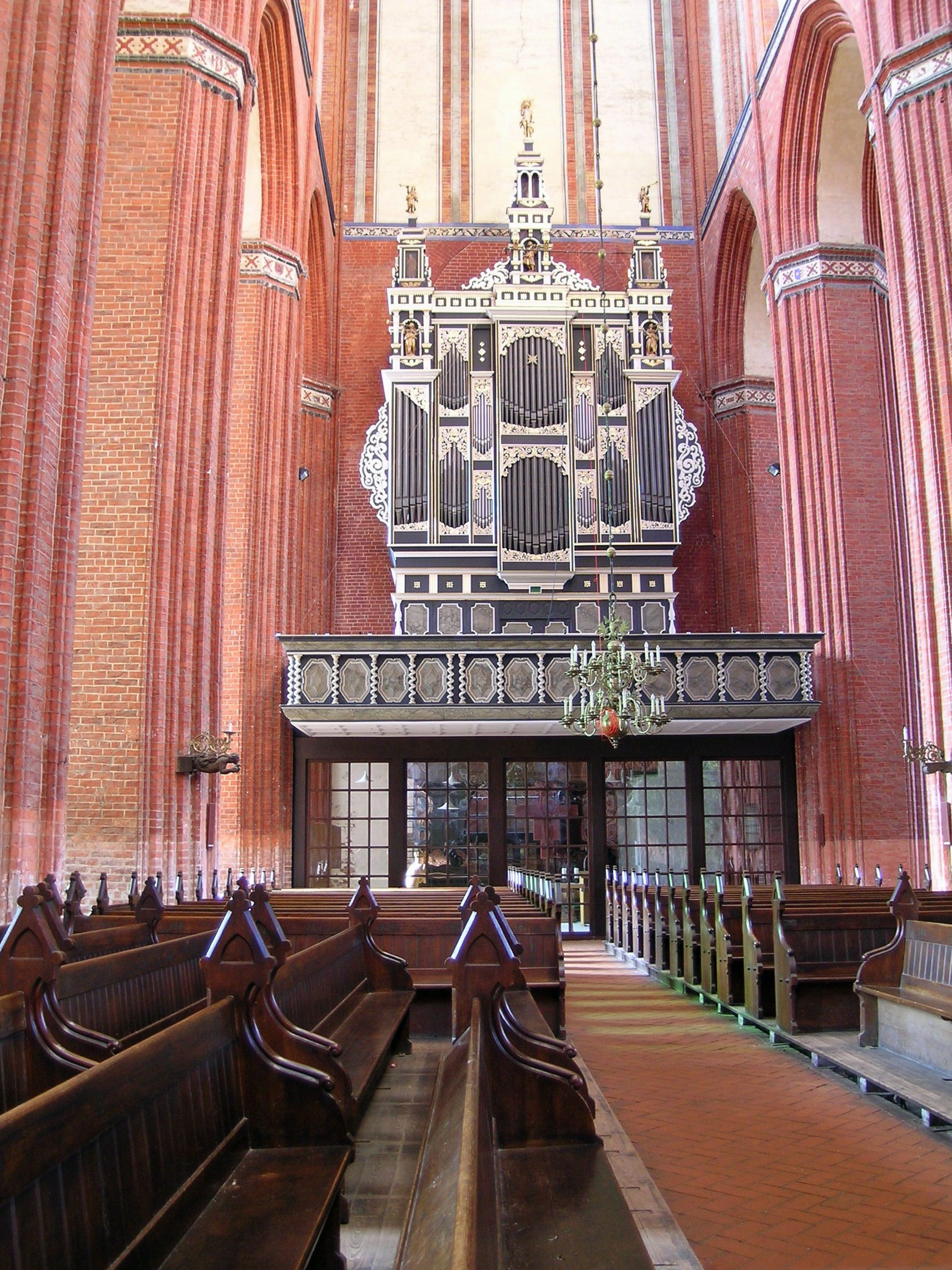
Orgel